# Iona Community

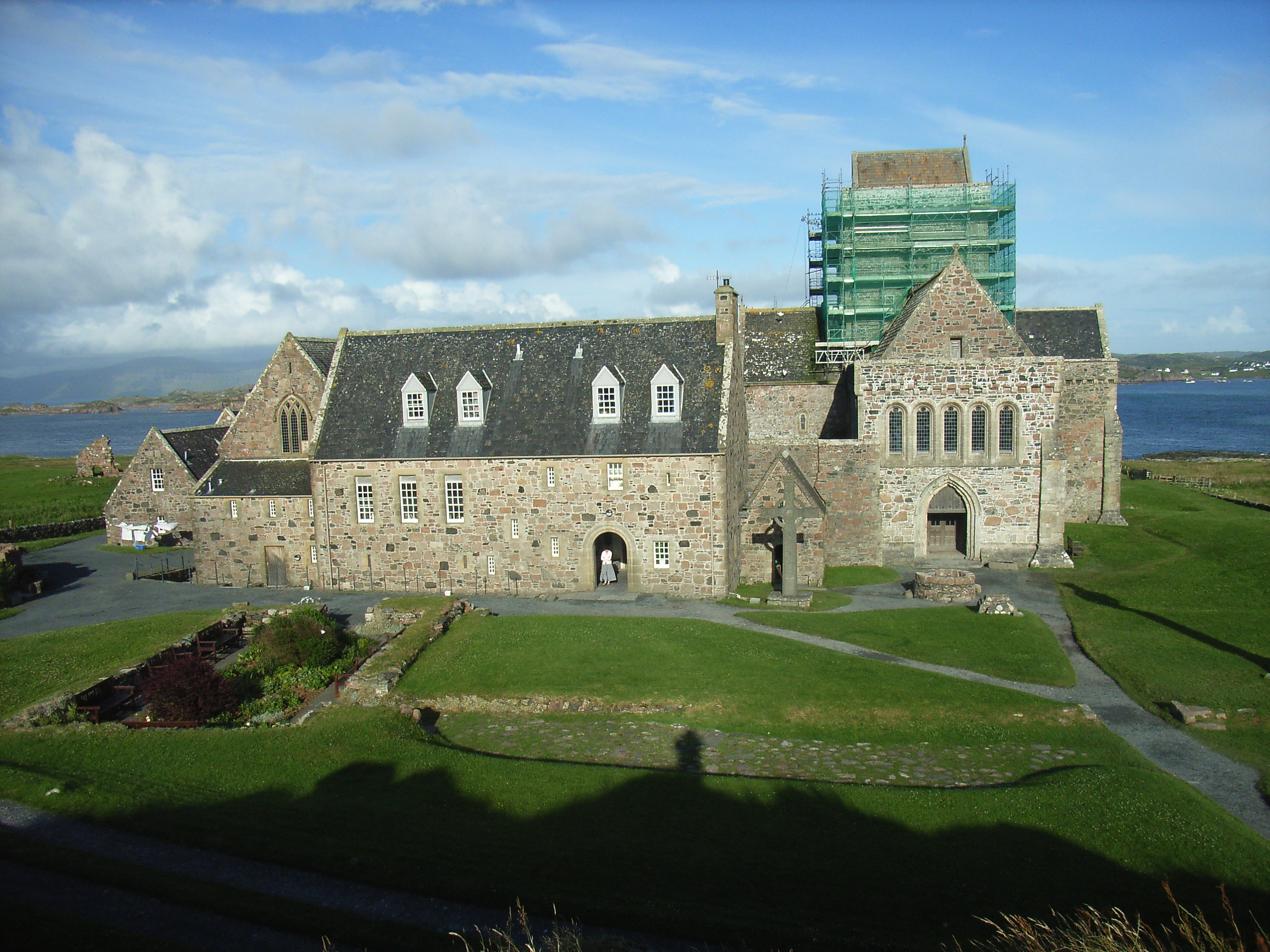
Iona Abdij

De Iona Community is een in 1938 op het Schotse eiland Iona gestichte oecumenische gemeenschap. De stichter was George MacLeod. Deze gemeenschap zoekt naar nieuwe manieren om het evangelie in deze tijd vorm te geven.
Het doel van de gemeenschap is: "om het gemeenschappelijke leven te herbouwen, door te werken aan sociale en politieke verandering, te streven naar vernieuwing van de kerk met nadruk op de oecumene, en nieuwe inclusievere benaderingen van eredienst te verkennen en dat alles gebaseerd op een geïntegreerd begrip van spiritualiteit."
Hun gemeenschappelijke regels zijn:
- Dagelijkse gebed en Bijbellezen
- Wederzijdse rekenschap voor het gebruik van geld en tijd
- Geregelde onderlinge ontmoetingen
- Actie voor en bezinning op gerechtigheid, vrede en de heelheid van de schepping

De gemeenschap telt 250 leden, 1500 geassocieerde leden en 1400 vrienden.
Deze gemeenschap wordt wel beschouwd als Angelsaksische versie van Communauté de Taizé en vormt de drijvende kracht achter de huidige interesse voor het Keltische christendom.